# Michael Oblowitz
Michael Oblowitz (Città del Capo, 1952) è un regista, produttore cinematografico, sceneggiatore e direttore della fotografia sudafricano.

## Biografia
Nato in Sudafrica, Oblowitz è laureato in "Belle arti e filosofia" all'Università di Città del Capo, e ha ottenuto un master in "Teoria cinematografica e produzione" alla Columbia University. 
Le sue ultime produzioni sono SharkMan, serie televisiva del 2005 con William Forsythe per lo Sci-Fi Channel, Il vendicatore e The Foreigner - Lo straniero, entrambi del 2003 con protagonista Steven Seagal e distribuiti dalla Sony/Screen Gems. Nel 2001, egli si è dedicato al film La stirpe con Adrian Paul e Bokeem Woodbine, distribuito da MPCA e Sony/Screen Gems. In precedenza, Oblowitz aveva diretto il film On the Borderline, con Marlee Shelton, Eric Mabius, Bill Sage ed Elizabeth Peña, distribuito dalla Lion's Gate per la WIN Entertainment. Nel 1997, diresse il film This World Then The Fireworks, basato sul romanzo dallo stesso nome di Jim Thompson e con protagonisti Billy Zane e Gina Gershon. Il lungometraggio fu distribuito dalla Largo Entertainment e dalla Orion Classics, e fu presentato ufficialmente al Festival di Cannes ed al Sundance Film Festival. Anche l'acclamato primo lungometraggio di Oblowitz, il film noir d'avanguardia King Blank con Will Patton e Ron Vawter, fu presentato a diversi festival cinematografici internazionali.
Oltre ai lungometraggi ed alle serie televisive, Oblowitz ha prodotto e diretto anche centinaia di spot commerciali e video musicali, questi ultimi per artisti come David Bowie, Eric Clapton, Corey Hart, Diana Ross, Carly Simon, Carole King, Brooks and Dunn, Alan Jackson, Santana, Natalie Cole, Garth Brooks e John Lee Hooker. La più recente campagna pubblicitaria di Oblowitz è stata per la birra Heineken.
Oblowitz ha collaborato a film e progetti visivi con i maggiori artisti di New York, tra i quali Joseph Kosuth, Vito Acconci, Lawrence Weiner, Joan Jonas e Spaulding Gray. I suoi lavori sono stati mostrati nel Museum of Modern Art, nel Whitney Museum, nel Walker Art Center e nei parigini Cinémathèque Française e Centre Georges Pompidou.
I primi cortometraggi del regista sono stati inseriti nella mostra No Wave Cinema del Whitney Museum, come tributo del lavoro innovativo di registi ed artisti dell'East Village di Manhattan.
Altri lavori degni di nota di Oblowitz sono quelli come direttore della fotografia per la regista tedesca d'avanguardia Rosa von Praunheim, quattro cortometraggi che gli hanno valso dei premi in diversi festival cinematografici, documentari sulla prigione isola del Sudafrica e sul chitarrista blues Buddy Guy, ed una retrospettiva del gruppo R&B Booker T. & the MG's.

## Filmografia parziale
- La stirpe (The Breed) (2001)
- Lo straniero - The Foreigner (The Foreigner) (2003)
- Il vendicatore (Out for a Kill) (2003)
- SharkMan (Hammerhead: Shark Frenzy) (2005)
- Mister Vendetta (The Traveler) (2010)
- Frank and Ava (2017)
- Confidential Informant (2023)